# 東京湾横断道路サービス

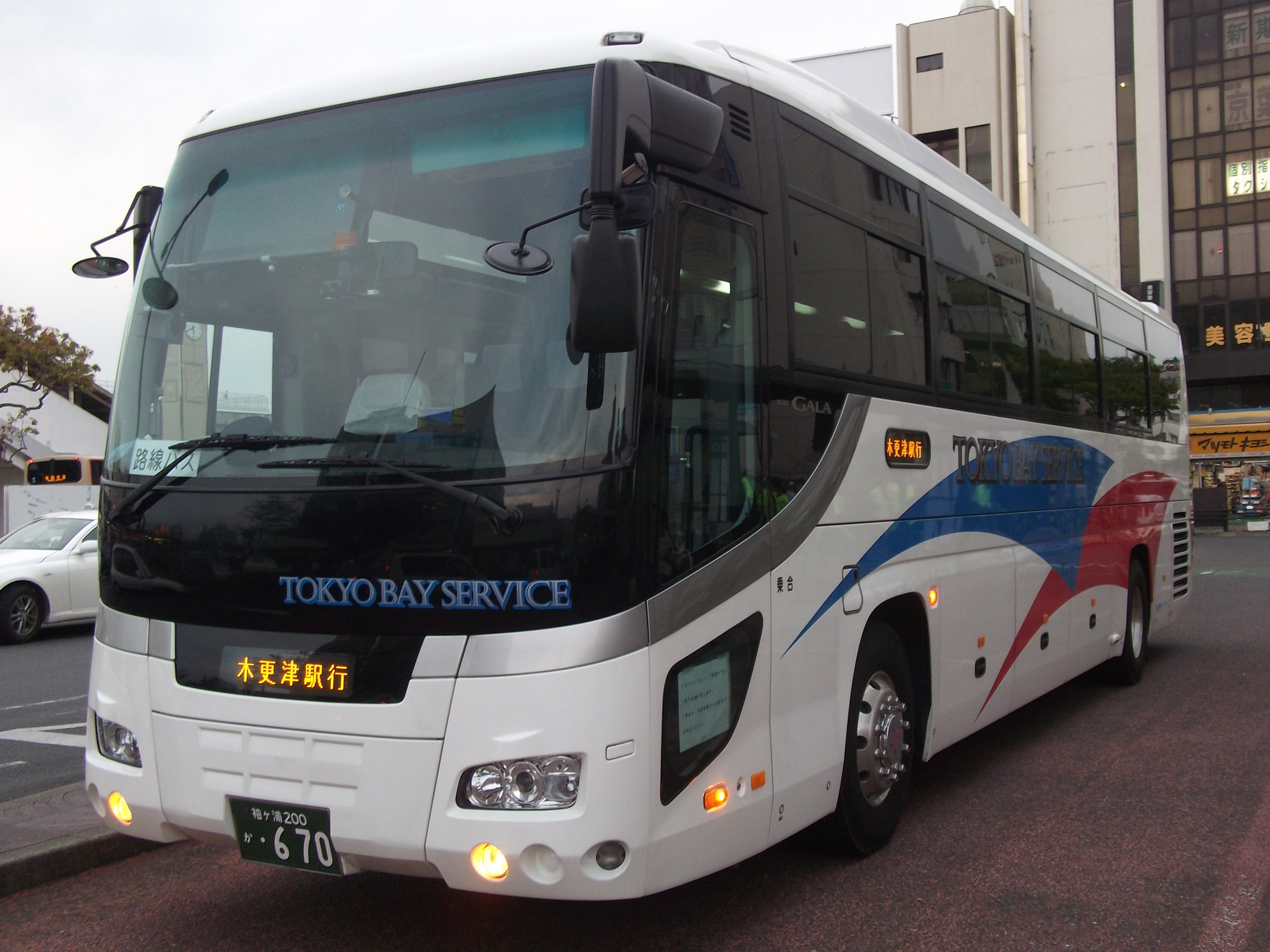
東京湾横断道路サービスの車両
いすゞ・ガーラ
PKG-RU1ESAJ

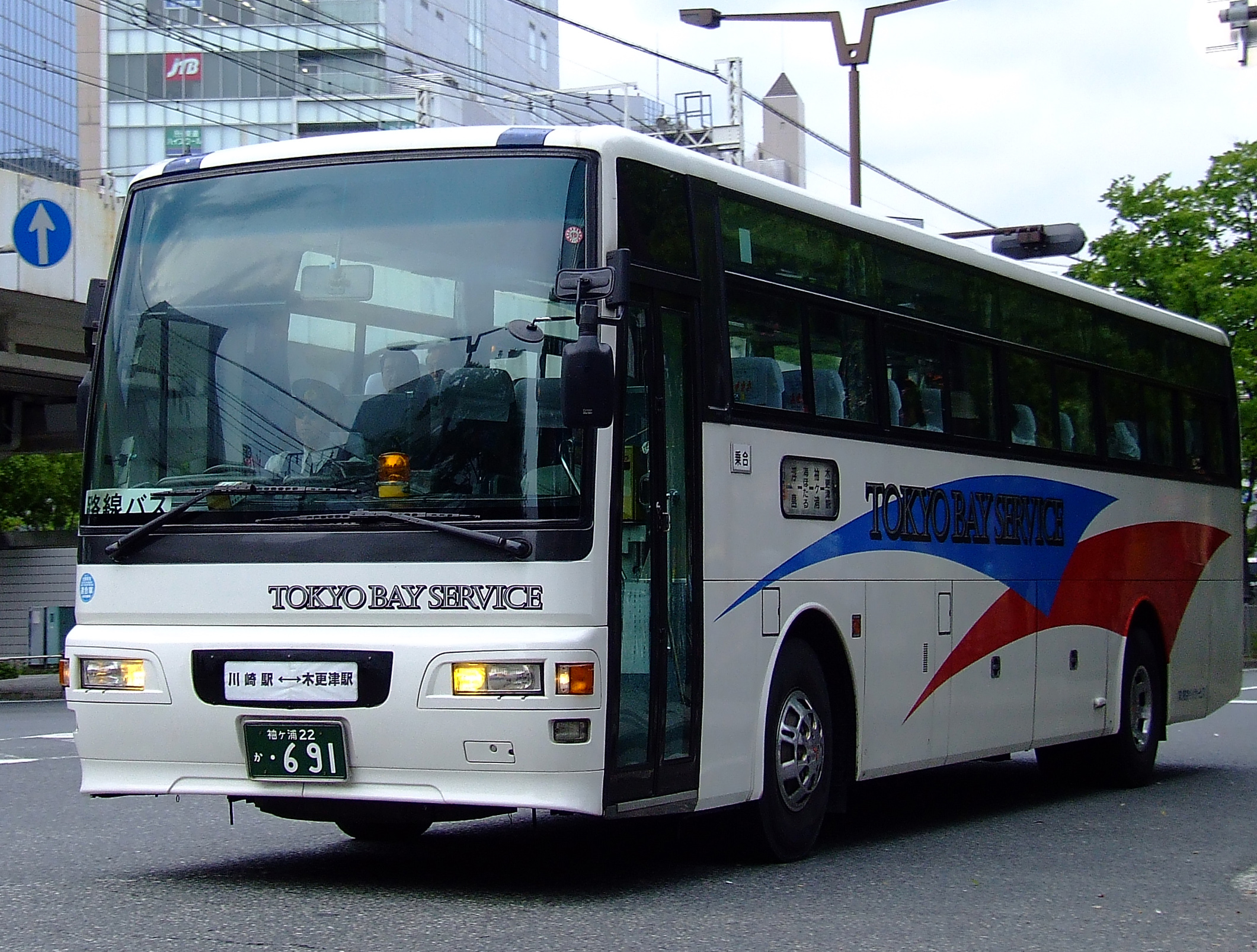
富士重工業製7HD車体架装の三菱車
KC-MS829P

株式会社東京湾横断道路サービス（とうきょうわんおうだんどうろサービス）は、千葉県木更津市に本社を置く、東京湾アクアラインの関連業務を行う会社。かつては乗合バス事業も行っていた。

## 概要
かつてはマリンエキスプレスが、神奈川県川崎市と千葉県木更津市の間でフェリー（木更津航路）を運航していたが、1997年の東京湾アクアライン開通によりフェリー航路を廃止することとなったため、同年にフェリー従業員の雇用確保の受け皿として「株式会社東京ベイサービス」の社名で設立された会社である。2021年4月1日付けで現社名に改称した。
木更津金田TB・海ほたるPAでの料金収受業務、海ほたるPAでの清掃業務、木更津駅前 - 海ほたるPA間の従業員送迎バスの運行業務を行っている。2024年5月31日までは乗合バス事業も行っていた。

## 本社・営業所
- 本社： 千葉県木更津市畔戸1946
- バス事業部：千葉県木更津市富士見3丁目
  - バス事業部はマリンエキスプレスの木更津フェリーターミナル跡地。車両はここにあるバス車庫に登録される。

共同運行による運賃収入は、運賃プール制により参加会社に分配されるため、自社による乗車券の発売は行っていない。
- PA事業部：千葉県木更津市中島地先海ほたる
- 料金徴収事業部：千葉県木更津市中島2533

## 高速バス
- 川崎駅 - 木更津駅（東京湾アクアライン経由）
  - 川崎鶴見臨港バス・日東交通・小湊鉄道と共同運行。
    - かつては川崎市交通局（川崎市バス塩浜営業所が担当）も共同運行に参加していたが、2004年3月に撤退している。
    - 京浜急行バスもかつては共同運行に参加していたが、2019年3月に撤退している。

  - 当路線の他社便ではPASMO・Suicaなどの交通系ICカードが利用できるが、東京湾横断道路サービスの担当便では利用できなかった。
  - 2023年より、三井住友カードによる協力で導入されたVisaのタッチ決済、千葉銀行などによる協力で導入されたJCBのタッチ決済・アメリカン・エキスプレスのタッチ決済に関しては、東京湾横断道路サービスの担当便を含む川崎木更津線の運行バス会社4社の全便で利用可能[2][3]。

1999年6月に開業した川崎駅 - 袖ケ浦駅線は、不振のため2002年10月限りで廃止された。
2024年5月31日を最後に自社による運行を終了、撤退した。

### 車両
1997年の開業時は1台で賄っていたが、1998年の増発時に1台増車。1999年に予備車を増車、2007年にいすゞ・ガーラを増車し、計4台が木更津営業所に配置された。2013年と2014年に三菱ふそう・エアロエースを1台ずつ導入している。
- 1997年・1998年に投入された車両（2台）
  - 三菱KC-MS829P（富士重工業製7HD車体）
  - 袖ヶ浦22か691、袖ヶ浦22か692
- 1999年に投入された車両（1台）
  - 三菱KC-MS829P（純正車体、三菱エアロバス）
  - 袖ヶ浦22か732
- 2007年に投入された車両（1台）
  - いすゞ・ガーラ（J-BUS製、PKG-RU1ESAJ）
  - 袖ヶ浦200か670
- 2013年・2014年に投入された車両（2台）
  - 三菱ふそう・エアロエース（QRG-MS96VP）
  - 袖ヶ浦200か1057、袖ヶ浦200か1113